# کنوانسیون بین‌المللی حقوق همه کارگران مهاجر و اعضای خانواده‌های آنان

کشورهای عضو و امضاء کنندگان این معاهده:
امضا و تأیید شده‌است
پیوست یا موفق شدن
فقط امضا کرده‌اند

کنوانسیون بین‌المللی حقوق همه کارگران مهاجر و اعضای خانواده‌های آنان (انگلیسی: International Convention on the Protection of the Rights of All Migrant Workers and Members of Their Families) یک سند همه جانبه بین‌المللی شامل یک سلسله موازین اخلاقی و حقوقی است که توسط مجمع عمومی سازمان ملل متحد در تاریخ ۱۸ دسامبر ۱۹۹۰ به تصویب رسید. این سند به عنوان یک راهنما و انگیزه برای حمایت از حقوق مهاجران در نظر گرفته شده‌است (مهاجرت به انتقال جمعیتی از یک محل جغرافیایی به محل دیگر گفته می‌شود).

## تاریخچه تدوین و محتوای کنوانسیون
از اواخر دهه هفتاد با گسترش تعداد کارگران مهاجر، موضوع تدوین یک کنوانسیون در ملل متحد برای حمایت از حقوق کارگران مهاجر و خانواده‌های آنان مطرح و برای آن گروه کاری کمیته سوم مجمع عمومی سازمان ملل متحد تشکیل شد. رئیس گروه کار کنوانسیون در نوامبر ۱۹۸۰ در ارتباط با فعالیت گروه کار گزارشی داد که مبتنی بر تبادل آرای مقدماتی دربارهٔ حقوق اولیه کارگران مهاجر و خانواده‌های آنان و موضوعات اساسی که باید در کنوانسیون باشد را در بر می‌گرفت. کمیته کارگران مهاجر (CMW) بر حسن اجرای این پیمان نظارت دارد و یکی از هفت سازمان وابسته به این معاهده حقوق بشری است.

## مفاد
در سال ۲۰۰۵ تعداد مهاجران بین‌المللی بین ۱۸۵ تا ۱۹۲ میلیون بود، که با جمعیت برزیل در آن سال برابری می‌کرد و تقریباً سه درصد کل جمعیت جهان را در بر می‌گرفت. تقریباً همه کشورها از آنجا که به نوعی مقوله مهاجرت مشغله‌شان است اعم از فرستادن، اعزام یا پذیرش مهاجر، آن را به یک مقوله جهان گستری به معنی افزایش نقش عوامل فوق ملی در روند اجتماعی، سیاسی، اقتصادی و فرهنگی همه کشورها تبدیل کرده‌است.

## نظریه کلی
کنوانسیون سازمان ملل متحد یک سند همه جانبه بین‌المللی شامل یک سلسله موازین اخلاقی و حقوقی است که به عنوان یک راهنما و انگیزه برای حمایت از حقوق مهاجران در کشورها عمل می‌کند. این موضوع بر اهمیت مهاجرت و حقوق بشر تأکید دارد، که به‌طور فزاینده ای به یک موضوع مهم سیاسی در سراسر جهان تبدیل شده‌است. این کنوانسیون با هدف حفاظت از کارگران مهاجر و اعضای خانواده‌های آنان تنظیم شده‌است. وجود این کنوانسیون یک استاندارد اخلاقی را تعیین می‌کند و به عنوان یک راهنما و محرک برای ارتقای حقوق مهاجران در هر کشور عمل می‌کند.

## اجرایی شدن کنوانسیون
کنوانسیون در ۱۸ دسامبر ۱۹۹۰ توسط مجمع عمومی سازمان ملل متحد تصویب شد و برای امضا و الحاق کشورها نزد دبیرکل سازمان ملل متحد به امانت گذارده شد. این کنوانسیون پس از الحاق ۲۰ کشور در زمان طولانی هنگامی‌که السالوادور و گواتمالا در ۱۴ مارس ۲۰۰۳ آن را امضا کردند به تصویب رساند، پس از ۱۳ سال در اول ژوئیه ۲۰۰۳ لازم‌الاجرا شد و در حال حاضر ۳۷ کشور عضو آن هستند. این کنوانسیون دارای مقدمه و ۹ بخش می‌باشد.